# تشن كينيتشي
تشن كينيتشي (باليابانية: 陳建一؛ بالكانا: ちん けんいち) هو طاهي ياباني، ولد في 5 يناير 1956 في طوكيو في اليابان.

## وصلات خارجية
- تشن كينيتشي على موقع إن إن دي بي (الإنجليزية)